# Ейнар Галле
Ейнар Галле (норв. Einar Halle, нар. 29 грудня 1943, Молде) — норвезький футболіст, воротар «Молде», а потім — футбольний арбітр. Він відсудив 187 матчів у Тіппелізі, а також біля 130 на міжнародній арені.

## Кар'єра
Галле народився у Молде і став воротарем у академії однойменного футбольного клубу. З 1962 року він зіграв 50 матчів за першу команду «Мольде», але в 1964 році він невдало приземлився на голову під час матчу проти клубу «Скарбовік" і був у лікарні протягом двох днів. Через цю травму Ейнар був змушений завершити кар'єру в «Молде» і в подальшому грав у нижчих лігах за клуби «Трефф» і «Рівал».
Паралельно Галле розпочав суддівську кар'єру. В 1970 році він став арбітром національної категорії і відсудив 187 матчів у Тіппелізі між 1973 і 1993 рокам. Галле судив фінали Кубка Норвегії у 1980 («Волеренга» — Ліллестрем), і 1984 рокf[ («Фредрікстад» — «Вікінг») і став одним з перших арбітрів, що попрацював на двох фіналах Кубка Норвегії.
Галле став арбітром УЄФА в 1980 році і провів близько 130 матчів по всій Європі протягом наступних 11 років, включаючи чвертьфінал Кубка УЄФА 1986/87 між «Боруссією» (Менхенгладбах) і «Віторією» (Гімарайнш) і в матчі відбору на чемпіонат світу 1990 року між збірними Англії та Албанії на старому стадіоні «Вемблі».
У матчі «Аустрія» (Відень) та «Вердера» Галле завершив перший тайм лише після 40 хвилин гри, тому що він забув, що матч було відкладено на п'ять хвилин. Він зрозумів свою помилку перед тим як гравці увійшли в роздягальні і команди відновили гру. Після цього інциденту Галле отримав прізвисько «Halbzeit Halle». Галле зізнався, що клуби намагалися підкупити його і його колег напередодні деяких європейських матчів протягом 1980-х років, але Ейнар наполягав, що ані він, ані будь-який з його асистентів, ніколи не брали хабарів.
У 1995 році Галле став арбітром-спостерігачем від УЄФА і першою ж грою для норвежця на цій посаді став матч між «Ювентусом» і «Манчестер Юнайтед». 26 вересня 2012 року матч жіночої Ліги чемпіонів між «Стандардом» і «Турбіне» (Потсдам) став останнім для Галле на посаді спостерігача.
Також кілька років працював журналістом у виданні Romsdals Budstikke.